# Amel Mekić
Amel Mekić (Sarajevo, 21 de setembro de 1981) é um judoca bósnio. Ele participou de duas edições de Jogos Olímpicos, em 2004 e 2008.
Sua principal conquista foi o título europeu de 2011, obtido em Istambul, ao vencer na final o georgiano Levan Zhorzholiani.